# Synagathis lasconotoides
Synagathis lasconotoides là một loài bọ cánh cứng trong họ Zopheridae. Loài này được Prudek miêu tả khoa học năm 2000.